# 291 Broadway
291 Broadway, también conocido como East River Savings Bank Building, es un edificio de 19 pisos ubicado en 291 Broadway y Reade Street en el vecindario TriBeCa del Bajo Manhattan, Ciudad de Nueva York .Diseñado por la firma de arquitectura Clinton y Russell, el edificio originalmente albergaba el antiguo East River Savings Bank. Sirvió como sede nacional de la YMCA desde 1949 hasta 1980, y también albergó la Biblioteca Histórica de la YMCA durante este tiempo. La YMCA vendió el edificio en 1980 cuando decidió trasladar el Consejo Nacional de la YMCA a Chicago.
El diseño del edificio está inspirado en la arquitectura Beaux-Arts y el estilo historicista, y contiene una fachada de piedra clara. Alrededor de la base del edificio, columnas y medallones tallados añaden carácter, junto con vallas de piedra a lo largo del techo.